# Venera-Glob
Venera-Glob (en ruso: Венера-Глоб) es una sonda interplanetaria rusa proyectada para estudiar Venus. El propósito de este proyecto es un estudio detallado de la atmósfera y la superficie de Venus incluyendo un orbitador, una sonda de aterrizaje y varias unidades aéreas. El lanzamiento está previsto para 2020.
El proyecto Venera-Glob también puede ser desarrollado en colaboración con el proyecto europeo EVE-2 (fecha de lanzamiento estimada en el año 2022).

## Objetivos científicos
- monitoreo de la atmósfera media y superior, la ionosfera, la magnetosfera, la disipación de los componentes atmosféricos;
- estudios de la estructura, el balance de radiación y el efecto invernadero, la composición química de la atmósfera, las nubes, la dinámica atmosférica;
- estudio de la superficie, la actividad sísmica, eléctrica y volcánica, la interacción entre la atmósfera y la superficie.